# Домашний чемпионат Великобритании 1958/1959
Домашний чемпионат Великобритании 1958/59 (англ. 1958–59 British Home Championship) — шестьдесят четвёртый розыгрыш Домашнего чемпионата, футбольного турнира с участием сборных четырёх стран Великобритании (Англии, Шотландии, Уэльса и Северной Ирландии). Победу в турнире одержали сборные Северной Ирландии и Англии, набравшие равное количество очков.
Этот розыгрыш Домашнего чемпионата прошёл после неудачного выступления сборных Англии и Шотландии на чемпионате мира в Швеции (обе эти сборные не вышли из группы). Сборные Уэльса и Северной Ирландии выступили на мировом первенстве лучше, дойдя до стадии четвертьфиналов.
Турнир начался 4 октября 1958 года в Белфасте, когда сборная Северной Ирландии сыграла вничью с Англией (3:3). 18 октября Уэльс в Кардиффе был разгромлен Шотландией (0:3). 5 ноября шотландцы в Глазго не смогли обыграть ирландцев (2:2). 26 ноября англичане в Бирмингеме сыграли вничью с валлийцами (2:2). 11 апреля сборная Англии в Лондоне с минимальным счётом обыграла сборную Шотландии, а 22 апреля сборная Северной Ирландии в Белфасте обыграла сборную Уэльса (4:1). Ирландцы сравнялись по очкам с англичанами и «разделили» победу в турнире между собой (дополнительные показатели типа разницы голов тогда ещё не использовались).

## Турнирная таблица
| Поз | Команда               | И | В | Н | П | МЗ | МП | РМ | О |
| --- | --------------------- | - | - | - | - | -- | -- | -- | - |
| 1   | Северная Ирландия (Ч) | 3 | 1 | 2 | 0 | 9  | 6  | +3 | 4 |
| 1   | Англия (Ч)            | 3 | 1 | 2 | 0 | 6  | 5  | +1 | 4 |
| 3   | Шотландия             | 3 | 1 | 1 | 1 | 5  | 3  | +2 | 3 |
| 4   | Уэльс                 | 3 | 0 | 1 | 2 | 3  | 9  | −6 | 1 |

## Результаты матчей
| Северная Ирландия                 | 3:3     | Англия                         |
| --------------------------------- | ------- | ------------------------------ |
| - Куш 30′ - Пикок 60′ - Кейси 67′ | (отчёт) | - Чарльтон 31′ 77′ - Финни 61′ |

| Уэльс | 0:3     | Шотландия                            |
| ----- | ------- | ------------------------------------ |
|       | (отчёт) | - Леггат 30′ - Лоу 65′ - Коллинз 79′ |

| Шотландия                | 2:2     | Северная Ирландия                  |
| ------------------------ | ------- | ---------------------------------- |
| - Херд 53′ - Коллинз 56′ | (отчёт) | - Колдоу 74′ (авт.) - Макилрой 83′ |

| Англия           | 2:2     | Уэльс                        |
| ---------------- | ------- | ---------------------------- |
| Бродбент 42′ 75′ | (отчёт) | - Тапскотт 15′ - Оллчерч 70′ |

| Англия       | 1:0     | Шотландия |
| ------------ | ------- | --------- |
| Чарльтон 59′ | (отчёт) |           |

| Северная Ирландия                              | 4:1     | Уэльс        |
| ---------------------------------------------- | ------- | ------------ |
| - Макпарланд 8′ 78′ - Пикок 13′ - Макилрой 32′ | (отчёт) | Тапскотт 88′ |

## Победитель
| Победитель Домашнего чемпионата 1958/59 |
| Северная Ирландия Пятый титул           |

| Победитель Домашнего чемпионата 1958/59 |
| Англия Тридцать седьмой титул           |

## Бомбардиры
- 3 гола
  -  Бобби Чарльтон

- 2 гола
  -  Питер Бродбент
  -  Джимми Макилрой
  -  Питер Макпарланд
  -  Берти Пикок
  -  Дерек Тапскотт[англ.]
  -  Бобби Коллинз